# Anjelica Huston
Anjelica Huston (Santa Monica, 8 de juliol de 1951) és una actriu, directora i productora estatunidenca. Anjelica Huston és filla del director John Huston i de la ballarina italoamericana Enrica Soma, i neta de l'actor Walter Huston. Va créixer a Irlanda i després es va traslladar a Nova York, on va treballar com a model.
Les dues primeres pel·lícules en les quals aparegué, Sinful Davey (1969) i A Walk with Love and Death (1969), van ser dirigides pel seu pare. Treballà també en pel·lícules d'Elia Kazan, The Last Tycoon (1976), i Woody Allen, Crimes And Misdemeanors (1989).
Huston va guanyar un Oscar per la seva actuació a L'honor dels Prizzi (1985). Més tard se la va nominar els anys 1990 i 1991 per Enemies, a Love Story (1989), de Paul Mazursky', i Els estafadors (1890), d'Stephen Frears, respectivament. Entre els papers que interpretà, va protagonitzar La família Addams (1991), en el paper de Morticia Addams, i Addams Family Values (1993), totes dues de Barry Sonnenfeld. Va ser nominada al Premi Globus d'Or per tots dos films.
El 2005 va presidir el jurat del Festival Internacional de Cinema de Sant Sebastià. El 2013 va publicar la seva autobiografia, A Story Lately Told.

## Biografia

### Com a directora
Després d'un grapat de papers prominents a la televisió i el cinema, Huston va deixar d'actuar per dedicar-se a la direcció. La primera pel·lícula que va dirigir va ser Bastard Out of Carolina (1996); una altra va ser Agnes Browne (1999), en la qual dirigia i interpretava alhora, i per la qual va obtenir el Premi Donostia al Festival de cinema de Sant Sebastià el 1999. Després vingué la pel·lícula per a televisió Riding the Bus with My Sister (2005). L'últim treball com a directora va ser l'any 2013, amb el curt Haven't we met before, escrit per Susanna Moore.

### Activisme
El 2007, Huston va dirigir una campanya organitzada per "US Campaign for Burma" i pel "Centre d'Acció de Drets Humans". La carta, signada per més de 25 personalitats d'alt nivell en el negoci de l'entreteniment, s'adreçava al Secretari de Nacions Unides General Ban Ki-moon i l'instava a "intervenir personalment" per assegurar l'alliberament de la Premi Nobel de la Pau Aung San Suu Kyi de Birmània.

### Vida personal
Huston va viure amb Jack Nicholson de 1973 a 1989. Es va casar amb l'escultor Robert Graham el 1992. Mai no ha tingut fills.

## Filmografia[6]
| Any  | Pel·lícula                                                             | Paper                       | Notes |
| ---- | ---------------------------------------------------------------------- | --------------------------- | --- |
| 1967 | Casino Royale                                                          | Agent Mimi's Hands          | no surt als crèdits |
| 1969 | Hamlet                                                                 | Court Lady                  | |
| 1969 | Passeig per l'amor i la mort                                           | Claudia                     | |
| 1969 | Sinful Davey                                                           |                             | no surt als crèdits |
| 1975 | Algú va volar sobre el niu del cucut (One Flew Over the Cuckoo's Nest) | Woman in Crowd on Pier      | no surt als crèdits |
| 1976 | El corsari roig (Swashbuckler)                                         | Dona de cara fosca          | |
| 1976 | The Last Tycoon                                                        | Edna                        | |
| 1981 | El carter sempre truca dues vegades (The Postman Always Rings Twice)   | Madge                       | |
| 1982 | Rose for Emily                                                         | Miss Emily Grierson         | |
| 1982 | The Comic Book Kids                                                    | The Princess                | |
| 1982 | Frances                                                                | Una extra                   | |
| 1984 | This is Spinal Tap                                                     | Polly Deutsch               | |
| 1984 | The Ice Pirates                                                        | Maida                       | |
| 1985 | L'honor dels Prizzi                                                    | Maerose Prizzi              | Oscar a la millor actriu secundària Nominada – Globus d'Or a la millor actriu secundària Nominada – BAFTA a la millor actriu secundària                  |
| 1986 | Captain EO                                                             | The Supreme Leader          | |
| 1986 | Good to Go                                                             |                             | |
| 1987 | Jardins de pedra                                                       | Samantha Davis              | |
| 1987 | Dublinesos (The Dead)                                                  | Gretta Conroy               | Independent Spirit Award |
| 1988 | Mr. North                                                              | Persis Bosworth-Tennyson    | |
| 1988 | Lonesome Dove                                                          | Clara                       | Nominada − Globus d'Or a la millor actriu secundària en sèrie, minisèrie o telefilm Nominada − Primetime Emmy a la millor actriu en minisèrie o telefilm |
| 1988 | A Handful of Dust                                                      | Mrs. Rattery                | |
| 1989 | Delictes i faltes (Crimes and misdemeanors)                            | Dolores Paley               | Nominada – BAFTA a la millor actriu secundària |
| 1989 | Enemies, a Love Story                                                  | Tamara Broder               | Nominada – Oscar a la millor actriu secundària |
| 1990 | La maledicció de les bruixes (The Witches)                             | Eva Ernst                   | |
| 1990 | Els estafadors (The Grifters)                                          | Lilly Dillon                | Independent Spirit Award Nominada – Oscar a la millor actriu Nominada – Globus d'Or a la millor actriu dramàtica                                         |
| 1991 | La família Addams (The Addams Family)                                  | Morticia Addams             | Nominada – Globus d'Or a la millor pel·lícula musical o còmica                                                                                           |
| 1993 | Misteriós assassinat a Manhattan (Manhattan Murder Mystery)            | Marcia Fox                  | Nominada – BAFTA a la millor actriu secundària |
| 1993 | Addams Family Values                                                   | Morticia Addams             | Nominada – Globus d'Or a la millor actriu musical o còmica                                                                                               |
| 1995 | Quan vaig sortir de Cuba (The Perez Family)                            | Carmela Perez               | |
| 1995 | Creuant l'obscuritat (The Crossing Guard)                              | Mary                        | Nominada – Globus d'Or a la millor actriu secundària |
| 1998 | Phoenix                                                                | Leila                       | |
| 1998 | Ever After                                                             | Baronessa Rodmilla de Ghent | |
| 1998 | Buffalo '66                                                            | La mare de Billy Brown      | |
| 1999 | Agnes Browne                                                           | Agnes Browne                | |
| 1999 | La copa daurada                                                        | Fanny Assingham             | |
| 2001 | The Royal Tenenbaums                                                   | Etheline Tenenbaum          | |
| 2001 | The Mists of Avalon (TV)                                               | Viviane, Lady of Lake       | Nominada − Primetime Emmy a la millor actriu secundària en minisèrie o telefilm                                                                          |
| 2001 | Servei de companyia (The Man from Elysian Fields)                      | Jennifer Adler              | |
| 2002 | Deute de sang (Blood Work)                                             | Dr. Bonnie Fox              | |
| 2002 | Rapunzel                                                               | Dame Gothel                 | veu |
| 2003 | Papa cangur (Daddy Day Care)                                           | Ms. Harridan                | |
| 2003 | Kaena: La profecia (Kaena: The Prophecy)                               | Reina selenita              | veu |
| 2004 | The Life Aquatic with Steve Zissou                                     | Eleanor Zissou              | |
| 2004 | Iron Jawed Angels                                                      | Carrie Chapman Catt         | Globus d'Or a la millor actriu secundària en sèrie, minisèrie o telefilm Nominada − Primetime Emmy a la millor actriu secundària en minisèrie o telefilm |
| 2006 | Art School Confidential                                                | Art History Teacher         | |
| 2006 | Material Girls                                                         | Fabiella                    | |
| 2006 | These Foolish Things                                                   | Lottie Osgood               | |
| 2007 | Seraphim Falls                                                         | Madame Louise Fair          | |
| 2007 | The Darjeeling Limited                                                 | Patricia Whitman            | |
| 2007 | Martian Child                                                          | Crass Publisher             | |
| 2008 | Choke                                                                  | Ida Mancini                 | |
| 2008 | Tinker Bell                                                            | Reina Clarion               | veu |
| 2008 | Spirit of the Forest                                                   | Mrs. D'Abondo               | |
| 2009 | Tinker Bell and the Lost Treasure                                      | Reina Clarion               | veu |
| 2010 | When in Rome                                                           | Celeste                     | |
| 2010 | Un gat a París                                                         | Claudine                    | veu |
| 2011 | Horrid Henry: The Movie                                                | Senyoreta Battleaxe         | |
| 2011 | 50/50                                                                  | Diane                       | |
| 2011 | The Big Year                                                           | Annie Auklet                | |
| 2011 | Pixie Hollow Games                                                     | Reina Clarion               | (curtmetratge) veu |
| 2012 | Secret of the Wings                                                    | Reina Clarion               | veu |
| 2014 | Campaneta, fades i pirates                                             | Reina Clarion               | veu |
| 2014 | Pixie Hollow Bake Off                                                  | Reina Clarion               | veu |
| 2014 | James McNeill Whistler and the Case for Beauty                         | Narradora                   | veu |
| 2014 | Campaneta i la llegenda de la bèstia                                   | Reina Clarion               | veu |
| 2015 | The Cleanse                                                            | Lily                        | |
| 2017 | Thirst Street                                                          | Narrador                    | Veu |
| 2017 | Trouble                                                                | Maggie                      | També productor executiu |
| 2018 | Isle of Dogs                                                           | (Mute) Poodle               | Als crèdits |
| 2019 | John Wick: Chapter 3 - Parabellum                                      | El Director                 | |
| 2019 | Arctic Justice: Thunder Squad                                          | Maureen                     | Veu; postproducció |
| 2020 | The French Dispatch                                                    |                             | |